# Waag (Hoorn)
De Waag in Hoorn werd in 1609 naar ontwerp van Hendrick de Keyser gebouwd op het plein de Roode Steen. Zeer waarschijnlijk heeft hij hierbij ook het beeld van de eenhoorn met het stadswapen ontworpen en mogelijk zelf gehouwen. Zeker is dat de eenhoorn bij oplevering in 1609 al vermiljoen was.
Het gebouw was het middelpunt van de kaasmarkt die vanaf de tweede helft van de zeventiende eeuw wekelijks werd gehouden. Het belang van Hoorn als zeehaven nam af, maar als handelscentrum ging het juist een grotere rol spelen. De verkochte partijen kaas werden er gewogen, maar ook kon iedereen hier onder toezicht zijn andere goederen laten wegen. In de hoogtijdagen van de Hoornse kaasmarkt werd hier jaarlijks tot 3 miljoen kilogram kaas verhandeld, maar door de opkomst van de verschillende kaasfabrieken in omringende dorpen kwam in de loop van de twintigste eeuw een einde aan de markt.
Rond 1900 werd er in het lokaal boven de waag lesgegeven aan de leerlingen van de lokale tekenschool. Onder andere Johan Kerkmeijer gaf dan les.
Er is al vele jaren een grand café in gevestigd, waarin nog vele oude materialen en gereedschappen tentoongesteld worden.
Het gebouw werd in 2003 door de gemeente Hoorn overgedragen aan Vereniging Hendrick de Keyser, die het sindsdien beheert.
Op de Roode Steen werd sinds juni 2007 op elke donderdag (sinds 2019 op de dinsdag) een (toeristische) kaasmarkt gehouden en in De Waag net als vroeger de kaas gewogen. Als gevolg van de coronacrisis is er sinds 2020 geen kaasmarkt meer gehouden, mede gezien het feit dat de gemeente Hoorn het plein ' de Roode Steen' voor horecadoeleinden heeft vrijgegeven.
De Waag is ingeschreven in het rijksmonumentenregister onder nummer 22564.